# Азиоли, Бонифацио
Бонифацио Азиоли (итал. Bonifazio Asioli; 1769—1832) — итальянский музыкант, композитор, дирижёр и музыкальный педагог, автор нескольких музыкальных пособий.
Родился 30 августа 1769 года в Корреджо. Уже в двенадцатилетнем возрасте выступал как импровизатор и, ещё подростком, написал несколько крупных работ. Позже он стал учеником Анджело Мориджи, первого скрипача оркестра Пармского двора и автора трактата о контрапункте. В 1782 году он остался учиться в Болонье и Венеции и был произведен после возвращения в свой родной город в капельмейстеры. В следующем году он переехал в Турин, где он также работал в качестве дирижёра.
В 1799 году Азиоли — королевский дирижёр в Милане и инспектор Миланской консерватории. В 1813 году основал в своем родном городе Корреджо музыкальную школу. Издал несколько учебников, в том числе пользовавшуюся большою известностью «Школу пения» (итал. Preparazione al bel canto), переведенную на французский и немецкий языки, и два пособия по игре на гитаре. Вплоть до своей смерти продолжал работать как педагог и композитор.
Азиоли поддерживал дружеские отношения с Иоганном Симоном Майром и Йозефом Гайдном. Среди его студентов был, в частности, сын Вольфганга Амадея Моцарта Карл Томас.

## Музыкальные произведения
- "La volubile", комическая опера, Корреджо , октябрь 1785;
- "Il ratto di Proserpina",интермеццо, либретто Дж. Мартинелли, Корреджо, октябрь 1785.;
- "La contadina vivace",  комическая опера, Парма , 1785;
- "La gabbia de' pazzi",  интермеццо, Венеция , 1785;
- "La discordia teatrale",  комическая опера, Милан, 1786;
- "Le nozze in villa", комическая опера, Корреджо, 1786 [2].